# 굴보르순시

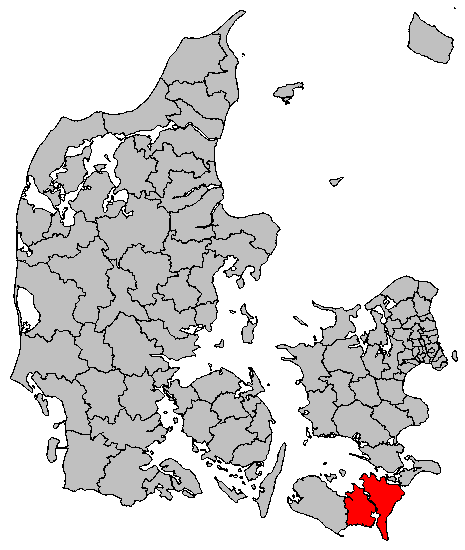
굴보르순시의 위치

굴보르순시(덴마크어: Guldborgsund Kommune)는 덴마크 셸란 지역에 위치한 지방 자치체로 행정 중심지는 뉘쾨빙팔스테르이며 면적은 903.15km2, 인구는 60,954명(2014년 7월 1일 기준), 인구 밀도는 67명/km2이다. 덴마크 최남단에 위치한 지방 자치체이며 셸란섬 남부 연안에 위치한다.